# Space Division Multiplexing
La multiplazione a divisione di spazio, anche detta SDM (sigla del corrispondente termine inglese space division multiplexing), è una tecnica di suddivisione di un mezzo trasmissivo in più canali di comunicazione secondo la quale ogni dispositivo ha uno spazio fisico separato (mediante isolamento elettrico, guide d'onda, distanza) rispetto agli altri mittenti.
All'interno di ogni canale fisico si possono derivare ulteriori canali tramite ulteriori tecniche di multiplazione.
Ne sono un esempio tipico le stazioni radio FM in cui la trasmissione è limitata a una determinata regione. Molte stazioni radio di tutto il mondo possono utilizzare la stessa frequenza senza interferenze, grazie alla divisione dello spazio geografico. L'utilizzo di SDM crea evidenti problemi; ad esempio se due o più stazioni radio desiderano trasmettere nella stessa città utilizzando lo stesso canale.